# 人道走廊
人道走廊是一種臨時非軍事區，旨在允許人道主義援助能夠安全進入戰爭地區或難民能夠安全離開戰爭地區。這樣的走廊與禁飛區或禁駛區類似。 
在後冷戰時代出現了不同類型的「人道走廊」，由一個或多個交戰方提出或由國際社會在人道主義的情況下提出。例如在叙利亚内战中，時常會出現人道走廊。

## 聯合國安全區
聯合國安全區（英語：UN Safe Areas）是1993年在波士尼亞戰爭期間，根據联合国安全理事会會的多項決議在波斯尼亚和黑塞哥维那境內建立的人道走廊。

## 人道走廊
- 马里乌波尔围城战
- 聯合國安全區（英语：United Nations Safe Areas）
- 拉欽走廊
- 格羅茲尼戰役
- 气旋纳尔吉斯
- 俄罗斯－格鲁吉亚战争
- 基伍衝突
- 2008年加沙戰爭
- 第一次利比亞內戰
- 敘利亞安全區